# Tokei-ihto
Tokei-ihto, auch „Inya he yukan“ oder „Stein hat Hörner“ oder „Stein mit Hörnern“ (Lakota: Íŋyaŋ Hé Yukȟáŋ - Stone Has Horn), ist die Hauptfigur des sechsteiligen Romanzyklus „Die Söhne der Großen Bärin“ von Liselotte Welskopf-Henrich.
Tokei-ihto ist der Kriegername des Lakota-Indianers Harka, Sohn Mattotaupas (Vier Bären), der als Knabe die Beinamen „Steinhart“, „Nachtauge“, „Wolfstöter“, „Büffelpfeilversender“, „Bärenjäger“ trug.
Seine Schwester Uinonah heiratet später seinen Blutsbruder „Stark wie ein Hirsch“ aus dem Stamm der Blackfoot (Schwarzfüße), dessen Schwester Sitopanaki „Deren Füße singen, wenn sie geht“ wiederum die Frau Tokei-ihtos wird.
Seinen jüngeren Bruder Harpstennah ersticht er auf Weisung des Vaters, der in Blutsfehde mit seinem Stamm liegt, da er im Alkoholrausch eine Goldlagerstätte des Stammes an weiße Goldsucher (Red Fox) verraten haben soll.
Harka verlässt als Zwölfjähriger den Stamm, weil er dem Vater die Beteuerungen seiner Unschuld glaubt. Erst nach dem gewaltsamen Ende des Vaters (Mörder: Red Fox) findet er den Weg zurück zu den Lakota und wird Kriegshäuptling der Bärenbande.
Er gerät durch Verrat in Gefangenschaft und führt nach seiner Freilassung die Bärenbande aus der Reservation in den „Badlands“ in die Freiheit nach Kanada.
Tokei-ihto tritt als uralter Mann noch einmal im Romanzyklus „Das Blut des Adlers“ auf. Dort hilft er dem Sohn seiner Urenkelin, einem Ex-Gangster mit dem bürgerlichen Namen „Joe King“, der aber auch den Namen „Stonehorn“ in Lakota bekam, aus einer diffizilen Situation. Tokei-ihto erkennt Stonehorn als den Erben seiner Ideen an und kann nun sterben (Dem Buch nach stirbt er im Alter von 112 Jahren. Im Band "Der junge Häuptling" wird sein Alter im Jahre 1876 mit 24 Jahren angegeben. Demnach ist er im Jahre 1852 geboren worden und starb 1964 oder 1965.).
Stonehorn und seine Frau „Queenie“ alias Tashina kämpfen in den USA der 1960er und 1970er Jahre weiter im Sinne Tokei-ihto's. Die Besetzung von „Wounded Knee“ durch indianische Bürgerrechtler wird im letzten Band von „Das Blut des Adlers“ thematisiert. Sowohl Stonehorn als auch Tashina geben ihr Leben für die Idee eines menschenwürdigen Daseins der Prärieindianer in moderner Zeit.
Den Namen Tokei-ihto hat die Autorin bei George Catlin entlehnt, der einen gleichnamigen Häuptling der Yankton-Sioux porträtiert hatte. Catlin hatte den Namen Tokei-ihto mit „Stein mit Hörnern“ übersetzt, was Liselotte Welskopf-Henrich übernahm. Später stellte sich dies als Übersetzungsfehler heraus. Tokei-ihto heißt tatsächlich „Geh als erster voran, gerade durch“. In der zweiten Romanfolge „Das Blut des Adlers“ hat die Autorin daraufhin „Stein mit Hörnern“ korrekt als „Inya he yukan“ übersetzt.

## Kulturelle Referenzen
- Der DDR-Sänger Frank Schöbel hat Tokei-ihto ein gleichnamiges Lied auf seinem Album Komm wir malen eine Sonne (1975) gewidmet.